# Qayabası (ort i Azerbajdzjan)
Qayabası (azerbajdzjanska: Dəhrəv, armeniska: Դահրավ, Dahrav, ryska: Даграв) är en ort i Azerbajdzjan.   Den ligger i distriktet Xocalı Rayonu, i den centrala delen av landet, 280 km väster om huvudstaden Baku. Qayabası ligger 863 meter över havet och antalet invånare är 216.
Terrängen runt Qayabası är lite bergig, och sluttar österut. Närmaste större samhälle är Stepanakert, 9,8 km sydost om Qayabası. 
Omgivningarna runt Qayabası är en mosaik av jordbruksmark och naturlig växtlighet. Runt Qayabası är det ganska tätbefolkat, med 160 invånare per kvadratkilometer.